# Mala Vrbnica (Kruševac)
Pour les articles homonymes, voir Vrbnica.
Mala Vrbnica (en serbe cyrillique : Мала Врбница) est un village de Serbie situé sur le territoire de la ville de Kruševac, district de Rasina. Au recensement de 2011, il comptait 255 habitants.

## Démographie
| 1948 | 1953 | 1961 | 1971 | 1981 | 1991 | 2002 | 2011 |
| ---- | ---- | ---- | ---- | ---- | ---- | ---- | ---- |
| 335  | 382  | 335  | 306  | 308  | 301  | 262  | 255  |

|  |